# Сердень Дмитро
Сердень (Серденя, Серденко, Серденько) Дмитро — охочепіхотний (сердюцький) полковник у гетьмана Петра Дорошенка в 1665—1667 рр.

## Відомості
Перебував з підрозділом у облозі Білоцерківської фортеці в 1665 р.
Полковий старшина. Після здачі гетьмана московитам в 1676 р. переселився на Лівобережжя і поступив на службу в Переяславський полк. Домонтовський сотник в 1681 р.
За однією з версій, саме від його прізвища походить назва найманих військових військ сердюки.